# Salfains
Salfains är en bergstopp i Österrike.   Den ligger i distriktet Innsbruck-Land och förbundslandet Tyrolen, i den västra delen av landet, 400 km väster om huvudstaden Wien. Toppen på Salfains är 1 620 meter över havet.
Terrängen runt Salfains är bergig åt sydväst, men åt nordost är den kuperad. Runt Salfains är det ganska tätbefolkat, med 80 invånare per kvadratkilometer.. Närmaste större samhälle är Innsbruck, 14,0 km nordost om Salfains. 
I omgivningarna runt Salfains växer i huvudsak barrskog.